# Шёнберг, Исаак
Исаак Джейкоб Шёнберг (при рождении Шайнберг, англ. Isaac Jacob Schoenberg — Айзек Джейкоб Шёнберг, рум. Isaac Iacov Șainberg; 21 апреля 1903, Галац — 21 февраля 1990) — американский математик, известный, прежде всего, открытием сплайнов.

## Биография
Родился в Галаце в семье бухгалтера Якова Мойше Шайнберга (1875—?) и поэтессы Рахли Сегал. В 1922 году окончил Ясский университет. С 1922 по 1925 год учился в университетах Берлина, Геттингена, работал в области аналитической теории чисел, под руговодством Исая Шура. Защитил диссертацию в Университете города Яссы, получив степень доктора в 1926 году. В Геттингене, он встретил Эдмунда Ландау, который организовал для Шенберга поездку в Еврейский университет в Иерусалиме в 1928 году. В ходе этого визита, Шенберг начал свою фундаментальную работу на тему вполне положительных матриц. В 1930 году он вернулся из Иерусалима в Берлин и женился на дочери Ландау Шарлотте.
В 1930 году он получил стипендию Рокфеллера, которая позволила ему продолжить работу в США, в Университете Чикаго, Гарвардском университете, и Институте перспективных исследований в Принстоне, штат Нью-Джерси. С 1935 года он преподавал в Суортмор-колледже. В 1941 году получил должность в Пенсильванском университете. В течение 1943—1945 годов он находился в отпуске, выполняя для военных работу как математик на Абердинском полигоне. В это время он приступил к работе, которая его прославила, теории сплайнов.
В 1966 году он перешёл в университет Висконсин-Мэдисон, где он стал членом математического Научно-исследовательского центра. Он оставался там до тех пор, пока он вышел в отставку в 1973 году.